# Fornalhas romanas de Alcamo
As fornalhas romanas de Alcamo designam um sítio arqueológico de suma importância internacional no complexo Alcamo Marina, Itália. Sua denominação faz referência aos artefatos descobertos no local.
A primeira fornalha foi encontrada acidentalmente em 2000, durante escavações duma obra futura. Desde então, quatro averiguações foram feitas entre 2002 e 2005 e resultaram na descoberta de três fornalhas, duas salas de produção e cinco estruturas de alvenaria. Em 23 de maio de 2015, após garantir a segurança, o local ficou aberto para visitação públicas por dois dias. No ano seguinte, um convênio foi assinado entre a Câmara Municipal e um clube arqueológico para a exploração do sítio arqueológico por meio de atividades de manutenção, limpeza, acessibilidade e facilitação de pesquisas.

## História
Este local não era um sítio arqueológico conhecido até o último ano do século XX, quando o primeiro artefato foi descoberto durante escavações para uma futura obra. A descoberta acidental de restos duma fornalha helenística, um objeto outrora utilizado nas cozinhas e também na fabricação de utensílios domésticos e materiais de construção, interromperam de imediato as obras e um acordo com a finalidade de aumentar as investigações na área foi assinado entre a Câmara Municipal de Alcamo, a Faculdade de Conservação do Patrimônio Cultural da Universidade de Bolonha e os departamentos do Patrimônio Cultural da Sicília e de Belas Artes de Trapani. O gestor do projeto foi Dario Giorgetti, professor de História Romana e Topografia Antiga da Universidade de Bolonha, juntamente com alguns alunos da faculdade de Ravena e do curso de Arqueologia Naval de Trapani.
A primeira averiguação, feita em 2002 por Giorgetti em colaboração com Antonio Filippi, mostrou a presença de restos duma antiga fornalha da época romana, conservada em bom estado, apesar dos danos de saques. Depois disso, mais três averiguações foram feitas em outubro de 2003, outubro de 2004 e setembro de 2005. Na última encontraram, na parte sul, os restos do terceiro artefato.
Depois de garantir a segurança, o local foi aberto ao público (apenas por dois dias) em 23 de maio de 2015, graças ao convênio entre o município, o clube arqueólogo de Calatub e a Superintendência do Património Cultural. Em 26 de abril de 2016, um novo convênio foi assinado entre o município de Alcamo e o clube arqueólogo Calatub para a exploração do sítio arqueológico por meio de atividades de manutenção, limpeza, acessibilidade e facilitação de pesquisas.

## Descrição
O local está situado no município de Alcamo, mais especificamente na Estrada Provincial 187, próximo à ponte sobre o rio San Bartolomeo. Esta, por sua vez, marca a divisa entre Alcamo e Castellammare del Golfo. A planta do sítio cobre uma área de 2500 metros quadrados. No total, foram escavados aproximadamente 350 metros, onde descobriram três fornalhas, duas salas de produção e cinco estruturas de alvenaria, feitas com blocos de calcarenito, uma pedra sólida e macia. As paredes eram úteis para conter a expansão do solo, devido ao calor das fornalhas durante o funcionamento e, sobretudo, durante as fases de aquecimento e arrefecimento.
Os artefatos datam dum período entre os séculos I e V e estão dispostos num terraço, longitudinalmente no eixo norte-sul. Sua forma é circular, com um diâmetro de três metros e apresentam um estado de conservação invulgar. A fornalha "A" é do tipo "mufla", os quais existem poucos exemplares da época romana e os existentes estão sob controle de entidades arqueológicas. É bem visível a estrutura de praefurnium e um corredor retangular que servia para introduzir lenha na câmara de combustão.
Considerando a extensão da área de produção, os estudiosos pensam que também deve haver valas para a depuração da argila, com dutos de entrada e saída de água, e de algumas oficinas com várias linhas de produção, armazenamento e depósito. Os estudiosos também consideram a hipótese que existisse cerca de quinze fornalhas, mas descobri-las exigiriam novas escavações. Cada objeto era operado por oito pessoas, sendo duas ou mesmo três para cada grupo,  pelo que é possível que nesta área existisse uma aldeia (cujos vestígios ainda não foram identificados) com cerca de noventa famílias empenhadas no centro de produção. Talvez a fábrica pertencesse a uma ou mais famílias de nobres empresários, que passaram algum tempo na Sicília para controlar seus negócios. Na fornalha "A" foi encontrado um azulejo torto com o selo Maesi e uma placa em forma de cruz, datando do século V. Um segundo azulejo, com o selo Masi Anae, foi descoberto entre as ruínas duma antiga vila nos arredores de Alcamo.

## Galeria

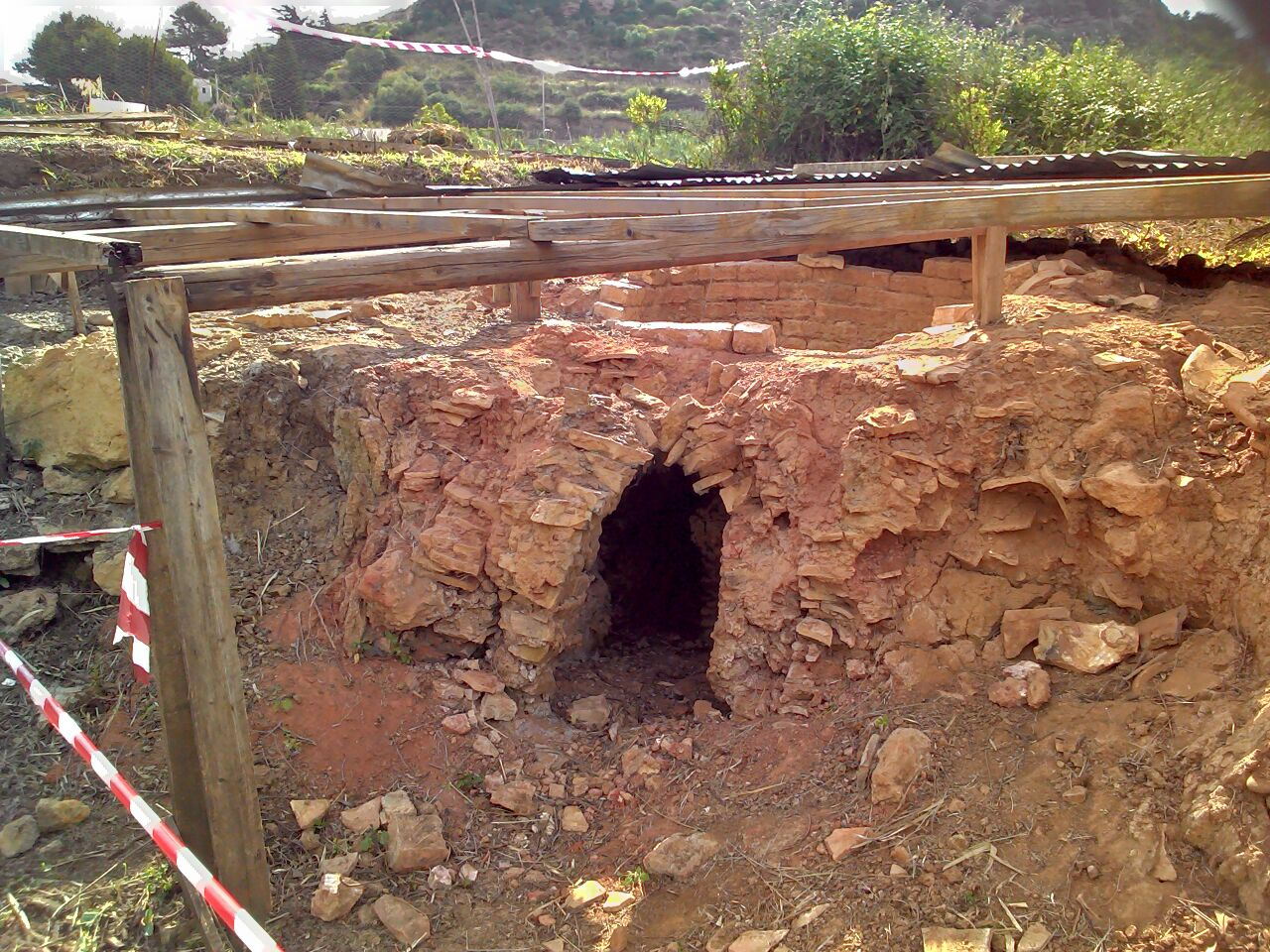
Os restos duma fornalha.
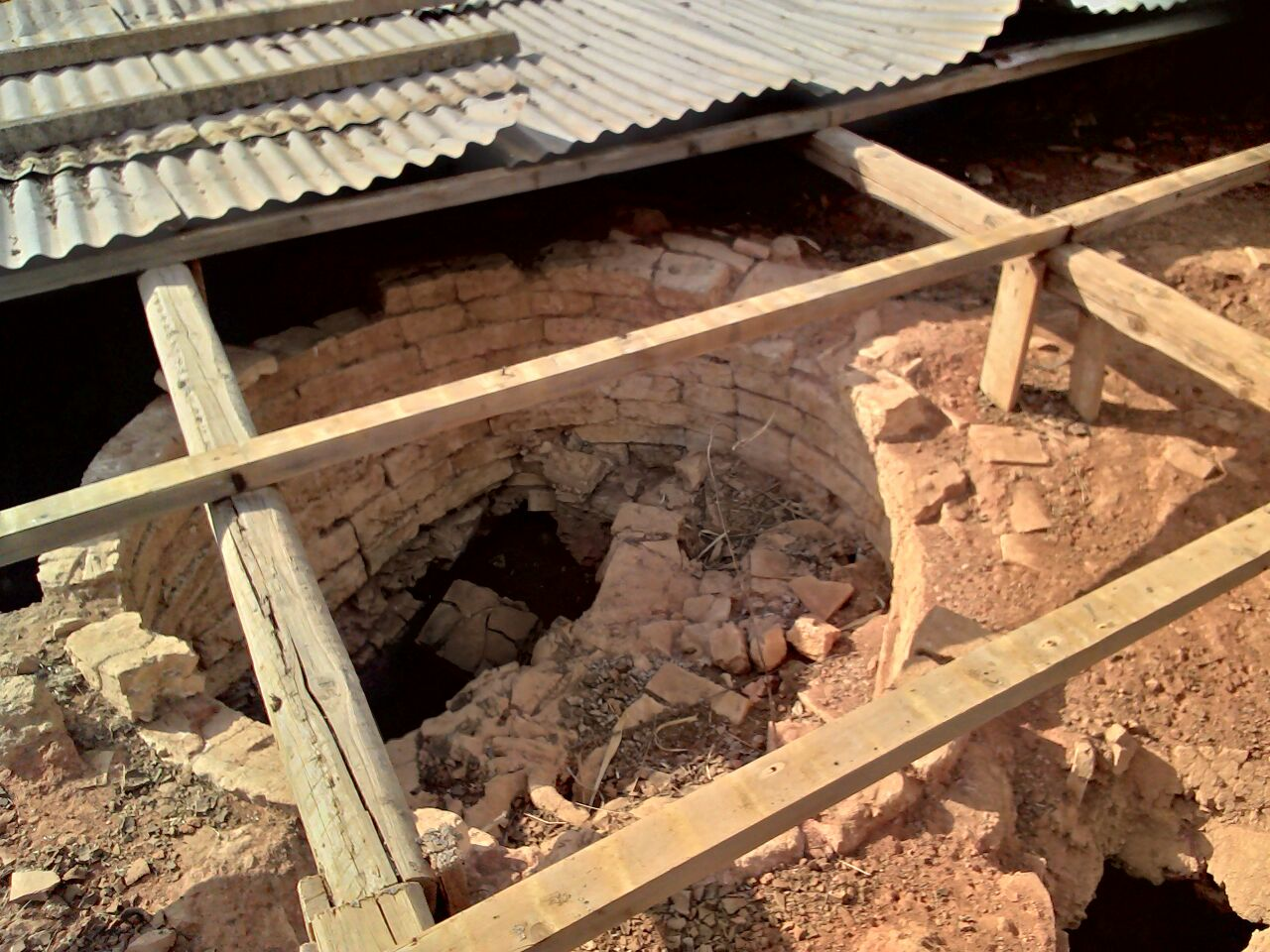
Uma das fornalhas romanas.
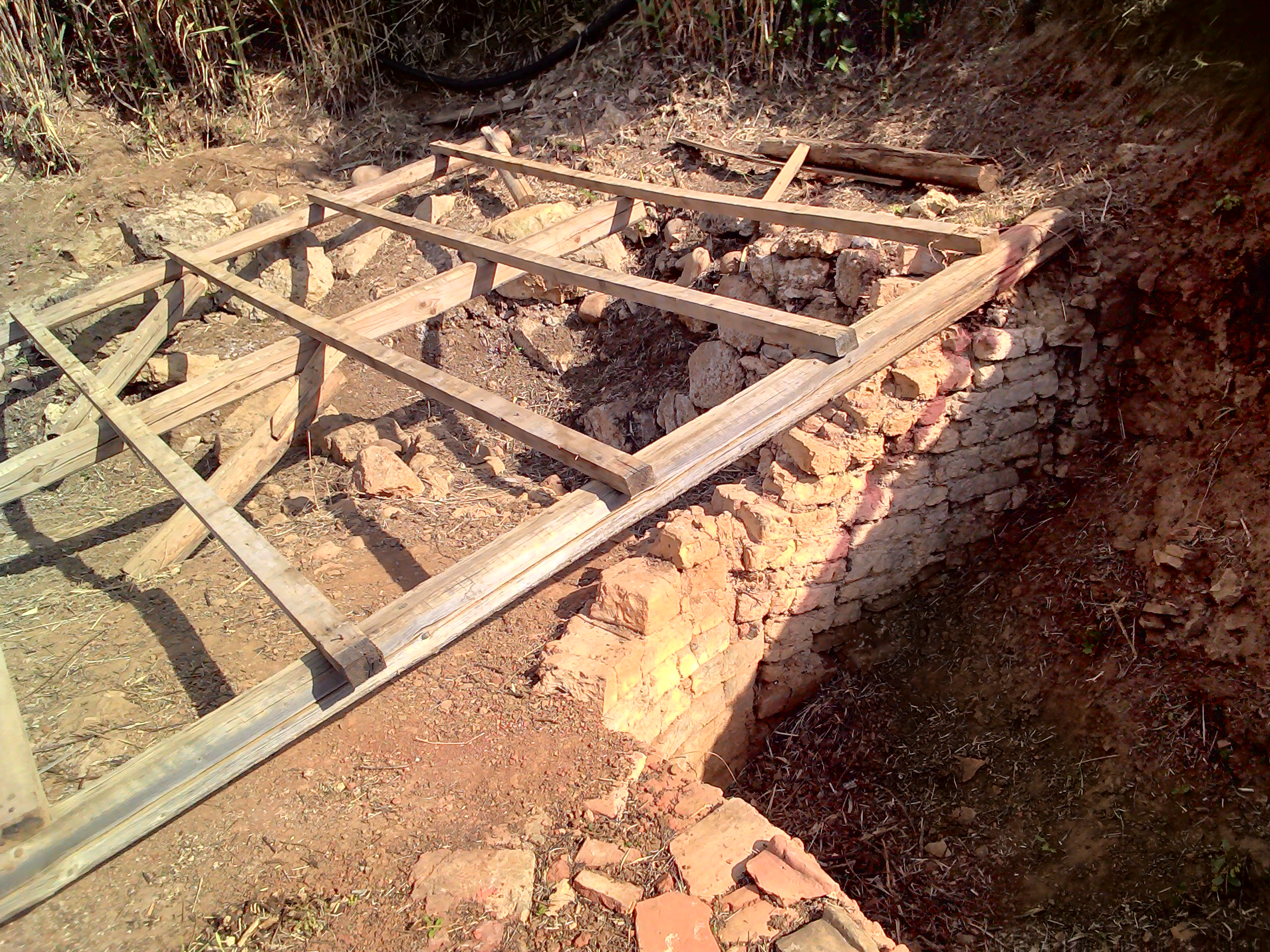
Uma parede de contenção do local.